# Silici cristal·lí

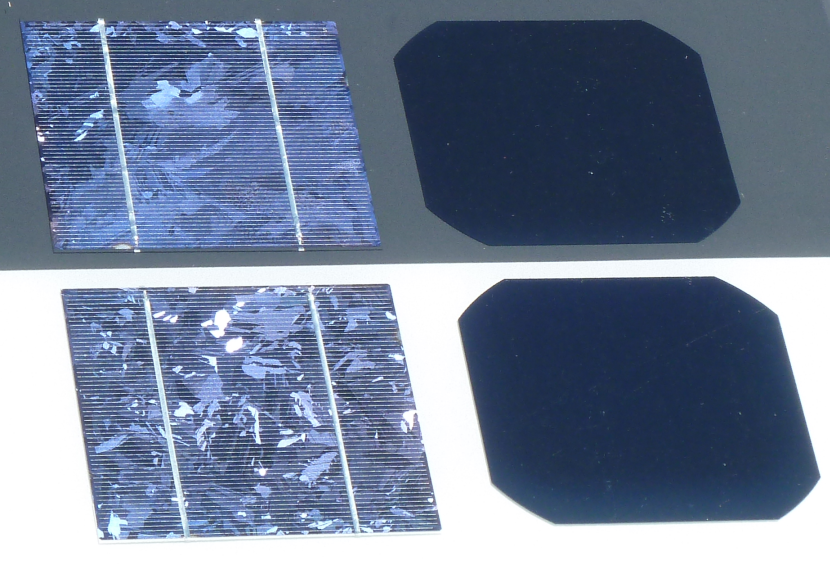
Les cèl·lules solars de silici cristal·lí estan fetes de poli-Si (esquerra) o mono-Si (dreta)

El silici cristal·lí (c-Si) és les formes cristal·lines del silici, ja sigui silici policristalí (poli-Si, format per petits cristalls), o silici monocristal·lí (mono-Si, un cristall continu). El silici cristal·lí és el material semiconductor dominant utilitzat en la tecnologia fotovoltaica per a la producció de cèl·lules solars. Aquestes cèl·lules s'ajunten en panells solars com a part d'un sistema fotovoltaic per generar energia solar a partir de la llum solar.
En electrònica, el silici cristal·lí és normalment la forma monocristal·lina de silici i s'utilitza per produir microxips. Aquest silici conté nivells d'impureses molt inferiors als requerits per a les cèl·lules solars. La producció de silici de grau semiconductor implica una purificació química per produir polisilici hiperpur seguida d'un procés de recristal·lització per fer créixer silici monocristal·lí. A continuació, les boles cilíndriques es tallen en oblies per a un posterior processament.

Esquema de les formes al·lotròpiques del silici

Les cèl·lules solars fetes de silici cristal·lí sovint s'anomenen cèl·lules solars convencionals, tradicionals o de primera generació, ja que es van desenvolupar a la dècada de 1950 i es van mantenir com el tipus més comú fins a l'actualitat. Perquè es produeixen amb gruixos entre 160 i 190 μm de vegades s'anomenen cèl·lules solars basades en oblies.
Les cèl·lules solars fetes de c-Si són cèl·lules d'unió única i són generalment més eficients que les seves tecnologies rivals, que són les cèl·lules solars de pel·lícula prima de segona generació, les més importants són CdTe, CIGS i silici amorf (a-Si). El silici amorf és una variant al·lotròpica del silici, i amorf significa "sense forma" per descriure la seva forma no cristal·lina.